# 金成恩
金 成恩（キム・ソンウン、ハングル表記：김성은、1969年7月26日 - ）は、大韓民国の韓国放送公社(KBS) 所属のアナウンサー。圓光大学校の家庭教育学科を卒業した。1993年にKBSの第19期公開採用でアナウンサーとして採用され入局した。2012年に大韓民国アナウンサー大賞を受賞した。2016年5月にKBSアナウンサー室アナウンサー1部長に就任した。